# Стоки
Сто́ки — село в Україні, у Львівському районі Львівської області. Населення становить 529 осіб. Орган місцевого самоврядування — Бібрська міська рада.

## Географія
Через село тече річка Біла, ліва притока Боберки.

## Історія
Перша писемна згадка про Стоки датована 1407 роком, коли згідно привілею польського короля Владислава ІІ Ягайла  село отримав у  власність шляхтич Дмитро з Ходорова. Згадується в королівському записі від 21 листопада 1421 року: шляхтичу Петру Цебровському, згідно із документом, король Владислав ІІ Ягайло надавав села Стоки і Жабокруки в постійне користування аж до моменту викупу їх за 100 гривень в майбутньому. 
1509 рік - після набігу татар жителі Стоків на 10 років були звільнені від сплати податків.
1648 р. - на село напали  кримські татари. За свідченням місцевих жителів Данила Кузіва та Гриська Великого відомо, що в селі залишилося лише 6 дворищ.
1671 р. - польський король Міхал Вишневецький дозволив Олекандру Цетнеру, галицькому каштелянові, передати Стоки своєму братові Яну, лопатинському старості.
1848 р. З ініціативи о. Стефана Торби у Стоках зібрано 95 підписів на підтримку вимоги  щодо поділу Галичини за етнічною ознакою на східну (українську) та західну (польську).
1874 р. - з ініціативи І.Штогрина у Стоках засноване "Братство тверезості", до якого в цьому році записалося 189 осіб. 
1880 р. - населення села складало 645 осіб , серед них 605 греко- католиків , 21 юдей та 19 римо-католиків.
1884 р.- школа в Стоках стала філіалом Стрілківської етатової (державної) школи .
1898 р. - у селі засновано читальню товариства  імені Качковського. 
1910 р., вересень - жителі Стоків, зокрема Іван Максимів, Павло Горішний , Федь Швед, Олекса Цимбала  та Павло Сновидович, організували у селі читальню "Просвіти".
В 1910 р. в селі Стоки мешкало 1022 особи , серед  них - 723 греко -католики , 8 юдеї та 4 римо- католики.
В 1921 році в селі мешкало 1110 осіб , з них 856 греко - католики ,232 римо -  католики та 13 деїв.
1926 р. , 27 червня у Стоках у хаті Т.Скалоцького відбулися установчі  збори товариства "Просвіти", до якого у 1934 році належало 102 жителі села. Серед керівників цього осередку були І.Скалоцький,С.Гренів,П.Василик, С.Хоміцький, І.Наугольник,Г. Ліщинський,О.Гузар.
1938 р. - громада села побудувала мурований будинок Просвіти та кооперативної  крамниці.
1940 р. 10-13 лютого - більшовики депортували зі села родини Семенюків, Максимів,Наугольників, Рибій.
1941 р. - до радянської армії було мобілізовано 24 жителя села.
1941 р. , червень- відступаючи із Західної України, комуністи розстрілювали в'язнів у тюрмах Львова,Золочева.Зі Стоків загинули : П.Дмитрів,Г.Скалоцький,Л.Хоміцький.
Під час війни війтом села був Павло Василів.
1944 р. 9 вересня в урочищі Ріпище біля с.Стоки відбувся бій між УПА та НКВС.  Під час бою знищено 300 енкаведистів.Втрати повстанців- 116 чоловік.

## Церква

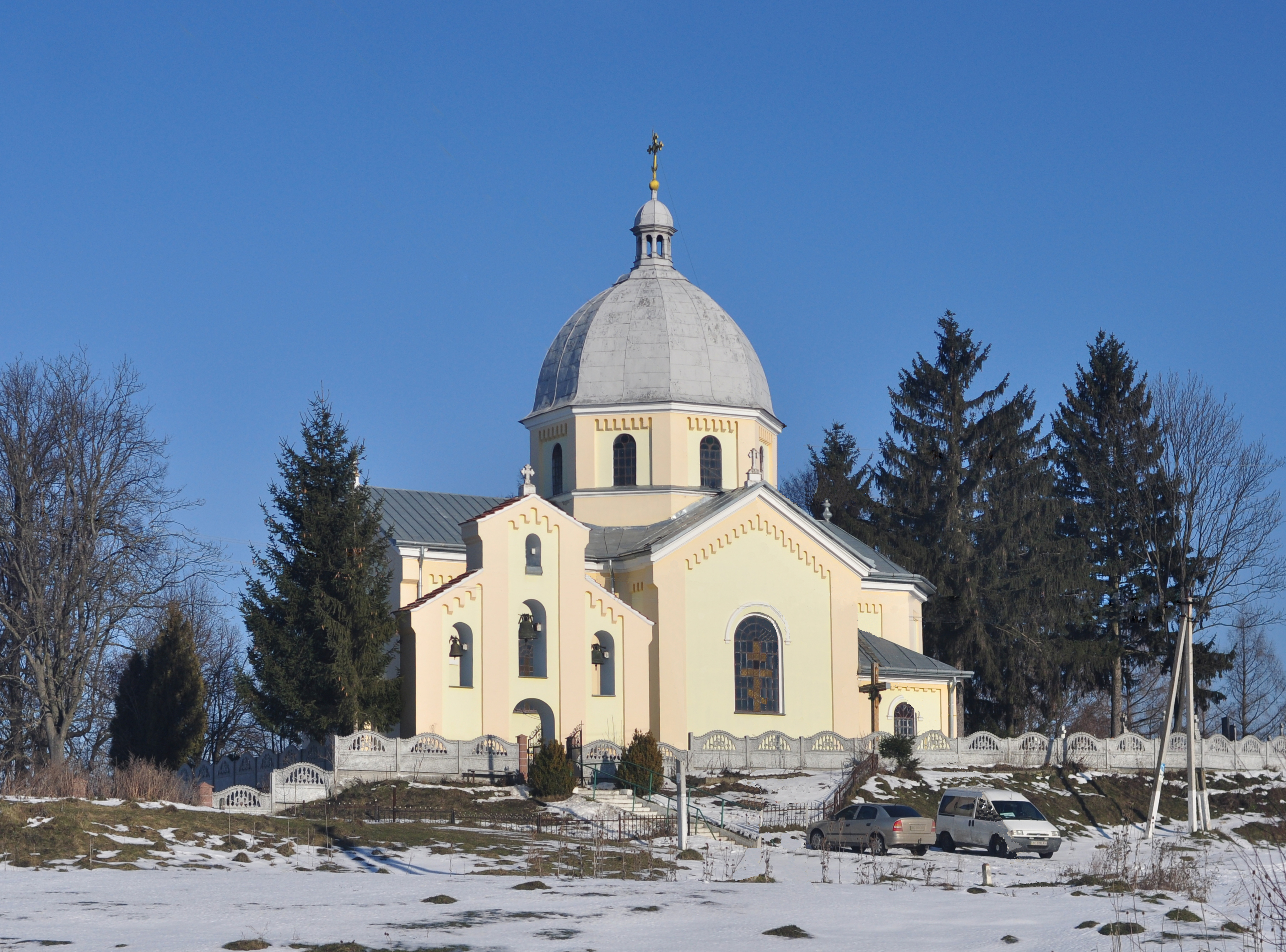
Церква Пресвятої Трійці

- Храм Пресвятої Трійці збудований у 1905 р. Внесений до реєстру пам'яток архітектури місцевого значення за охоронним номером 2342-М. Належить до Бібрського деканату, Стрийської єпархії УГКЦ.